# Бенькович Лев Єфремович
Лев Єфремович Бенькович (1907, місто Клинці Суразького повіту Чернігівської губернії, тепер Брянської області, Російська Федерація — 1995, місто Самара, Російська Федерація) — радянський державний діяч, 1-й секретар Єврейського обкому КПРС. Депутат Верховної ради РРФСР 3—4-го скликань.

## Життєпис
Член ВКП(б) з 1940 року.
Закінчив Московське вище технічне училище імені Баумана.
У 1946—1948 роках — заступник секретаря Куйбишевського обласного комітету ВКП(б). Одночасно в 1946—1947 роках — завідувач відділу авіаційної промисловості Куйбишевського обласного комітету ВКП(б). У 1947 — грудні 1948 року — завідувач відділу металургійної промисловості Куйбишевського обласного комітету ВКП(б). У грудні 1948 — липні 1949 року — завідувач відділу машинобудування Куйбишевського обласного комітету ВКП(б).
У вересні 1949 — вересні 1955 року — голова виконавчого комітету Єврейської обласної ради депутатів трудящих.
У серпні 1955 — липні 1957 року — 1-й секретар Єврейського обласного комітету КПРС.
У червні 1957 — 1958 року — начальник IV управління Ради народного господарства Куйбишевського економічного адміністративного району. У 1958—1960 роках — заступник голови Ради народного господарства Куйбишевського економічного адміністративного району з питань оборонної промисловості. У 1960—1961 роках — 1-й заступник голови Ради народного господарства Куйбишевського економічного адміністративного району.
У 1961—1963 роках — звільнений заступник голови Ради з координації та планування Поволзького економічного району. У 1963 році — начальник Технічного управління Ради народного господарства Середньо-Волзького економічного району. У 1963—1970 роках — голова Планової комісії Поволзького економічного району.
З 1970 року — персональний пенсіонер у місті Куйбишеві (Самарі).
Помер у 1995 році в місті Самарі.

## Нагороди
- медаль «За доблесну працю у Великій Вітчизняній війні 1941—1945 рр.»
- медалі